# Niederthann (Schweitenkirchen)
Niederthann ist ein Ortsteil der Gemeinde Schweitenkirchen im oberbayerischen Landkreis Pfaffenhofen an der Ilm. Das Kirchdorf liegt circa einen Kilometer südlich von Schweitenkirchen und ist über die Kreisstraße PAF 6 zu erreichen.
Am 5. November 1972 erschoss in Niederthann ein Bewohner in seinem Haus die vor ihm fliehende schwangere 18-jährige Romni Anka Denisov (siehe auch: Todesopfer rechtsextremer Gewalt in der Bundesrepublik Deutschland). „Ob die Tat rassistisch motiviert war,“ ist sich der Historiker Hans Woller nicht sicher, findet jedoch: „Blanker Rassismus zeigte sich aber im Umgang mit der Tat.“ Während für den Täter wiederholt Spenden gesammelt wurden, gingen die Hinterbliebenen des Opfers bis heute leer aus.

## Baudenkmäler
Siehe auch: Liste der Baudenkmäler in Niederthann
- Katholische Kuratiekirche St. Dionysius

## Bodendenkmäler
Siehe: Liste der Bodendenkmäler in Schweitenkirchen